# Mycodrosophila compacta
Mycodrosophila compacta är en tvåvingeart som beskrevs av Bock 1980. Mycodrosophila compacta ingår i släktet Mycodrosophila och familjen daggflugor. Inga underarter finns listade i Catalogue of Life.